# Corpúsculos de Ruffini

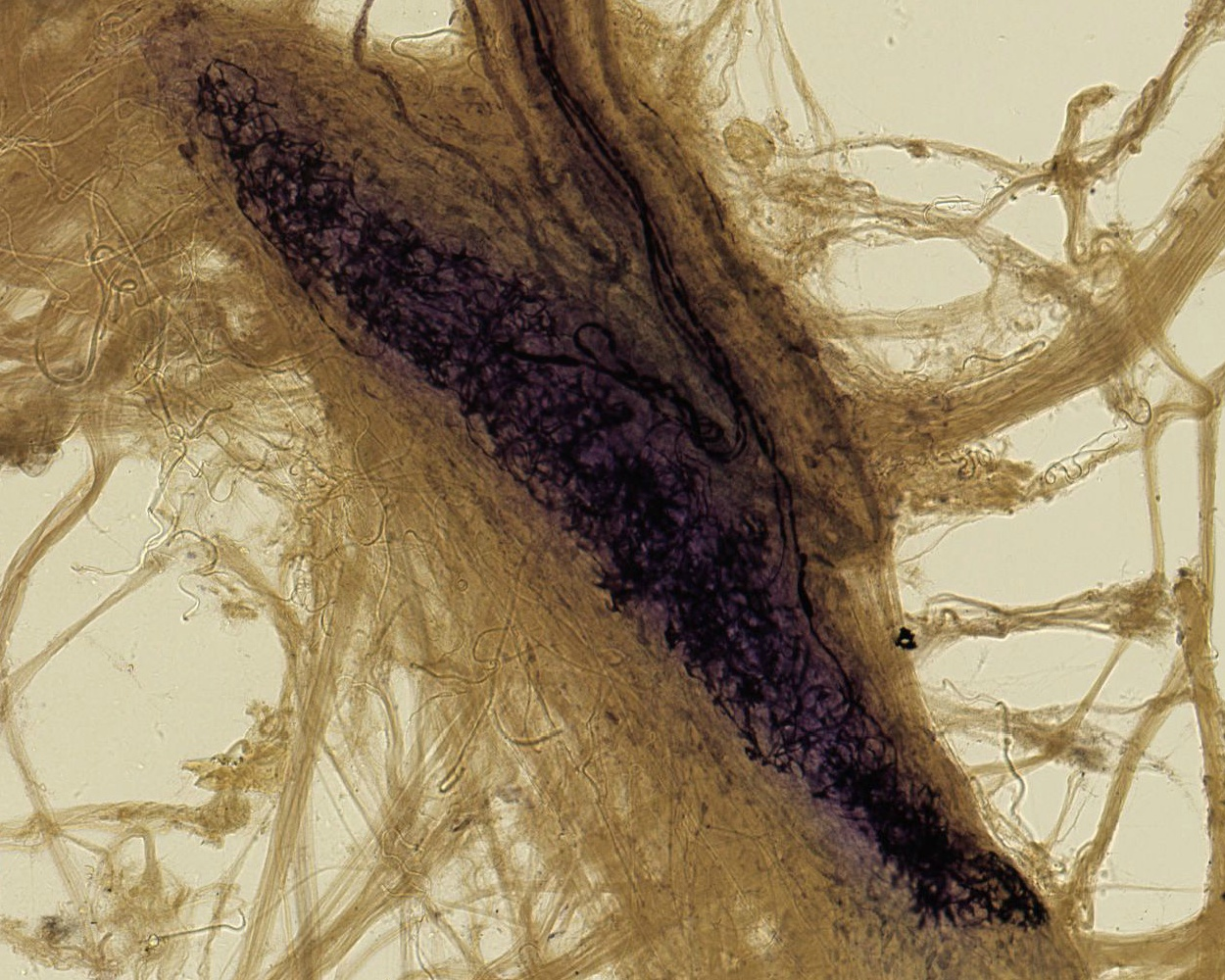
Imagen del corpúsculo de Ruffini enviada por el propio Ruffini a Sir Charles Sherrington en 1898.

Los corpúsculos de Ruffini son receptores sensoriales situados en la piel, perciben los cambios de temperatura relacionados con el calor y registran su estiramiento. Identifican la deformación continua de la piel y tejidos profundos (se encuentran en la dermis profunda). Son especialmente sensibles a estas variaciones y están situados en la superficie de la piel en la cara dorsal de las manos. Tienen una porción central dilatada con la terminación nerviosa.
Son un tipo de termorreceptores de pequeño tamaño y poco abundantes (junto a los Corpúsculos de Krause suman unos 35.000 extendidos por todo el cuerpo). Se encuentran incluidos en el tejido conjuntivo,
además cumple como función de termoreceptor al percibir el calor.

## Epónimo
El término fue dado en nombre de Angelo Ruffini (1864 – 1929), histólogo y embriólogo italiano. 